# فاتمیر آلوشی
فاتمیر لیرا بایرامای (زادهٔ ۱ آوریل ۱۹۸۸) یک فوتبالیست بازنشسته آلمانی با اصلیتی آلبانیایی است. او به عنوان هافبک نفوذی برای تیم اف.اف.سی فرانکفورت و تیم ملی فوتبال زنان آلمان بازی می‌کرد. او در سال ۲۰۱۰ نامزد دریافت توپ طلا توسط فیفا که به بهترین بازیکن سال اهدا می‌شود بود و مقام سوم را از آن خود کرد.

## حرفه

### باشگاهی
بایرامای کار خود را از باشگاه DJK/VfL گیزنکرشن آغاز کرد. وی از سال ۱۹۹۷ تا ۲۰۰۴ و پیش از پیوستنش به اف سی آر ۲۰۰۱ دویسبورگ
و بازی در بوندس‌لیگا برای تیم مونشن‌گلادباخ بازی می‌کرد.اولین حضور او در بوندس‌لیگا در سپتامبر ۲۰۰۴ بود و اولین گل خود را یک ماه پس از اولین حضورش در بوندس‌لیگا به ثمر رساند. بایرامای خیلی زود در ترکیب اصلی و ثابت تیم دویسبورگ قرار گرفت. او برای چهار فصل پی در پی همراه با دویسبورگ عنوان نایب قهرمانی را از فصل ۲۰۰۵ تا ۲۰۰۸ بدست آورد. در فصل ۲۰۰۹–۲۰۰۸ قهرمانی زنان زنان یوفا را با این تیم بدست آورد. او همچنین مدعی کسب عنوان جام حذفی فوتبال زنان آلمان در فصل ۲۰۱۰–۲۰۰۹ نیز بود و موفق به گلزنی در فینال نیز شد.
پس از پنج فصل حضور در دویسبورگ بایرامای برای فصل ۲۰۱۰–۲۰۰۹ به تیم رقیب یعنی اف.اف.سی توربین پوتسدام پیوست.در این باشگاه او قهرمان بوندس‌لیگا در سال ۲۰۱۰ و ۲۰۱۱ شد. در فصل ۲۰۱۰–۲۰۰۹ تیم پوتسدام قهرمان لیگ قهرمانان اروپا شد که بایرامای نیز موفق به گلزنی در ضربات پنالتی در فینال شد. یک سال بعد نیز فاتمیر با این تیم دوباره به فینال فینال این مسابقات رسد اما در مقابل تیم المپیک لیون شکست خورد.
لیرا در سال ۲۰۱۰ نامزد دریافت توپ طلا از طرف فیفا بود و مقام سوم را کسب کرد. پس از آن وی اعلام کرد که برای فصل ۲۰۱۲–۲۰۱۱ به تیم اف.اف.سی فرانکفورت می‌پیوندد. این نقل و انتقال به عنوان گرانترین ترانسفر تاریخ بوندس‌لیگا لقب گرفت.

### بین‌المللی
فاتمیر اولین بازی خود را برایتیم بزرگسالان آلمان در اکتبر ۲۰۰۵ و در مقابل تیم ملی فوتبال زنان اسکاتلند انجام داد. یک سال بعد او مسابقات فوتبال زنان زیر ۱۹ سال اروپا را در سال ۲۰۰۶ و ردهٔ جوانان بدست آورد. در مسابقات فوتبال زنان زیر ۲۰ سال اروپا و در سال ۲۰۰۶ تیم آلمان در یک چهارم نهایی از دور مسابقات حذف شد. بایرامای در هر چهار بازی از ابتدا به میدان رفت و سه گل را در این تورنمنت به ثمر رساند.

### گل‌های ملی
فهرست آمار گلزنی در تیم ملی زنان آلمان و نتایج آن:

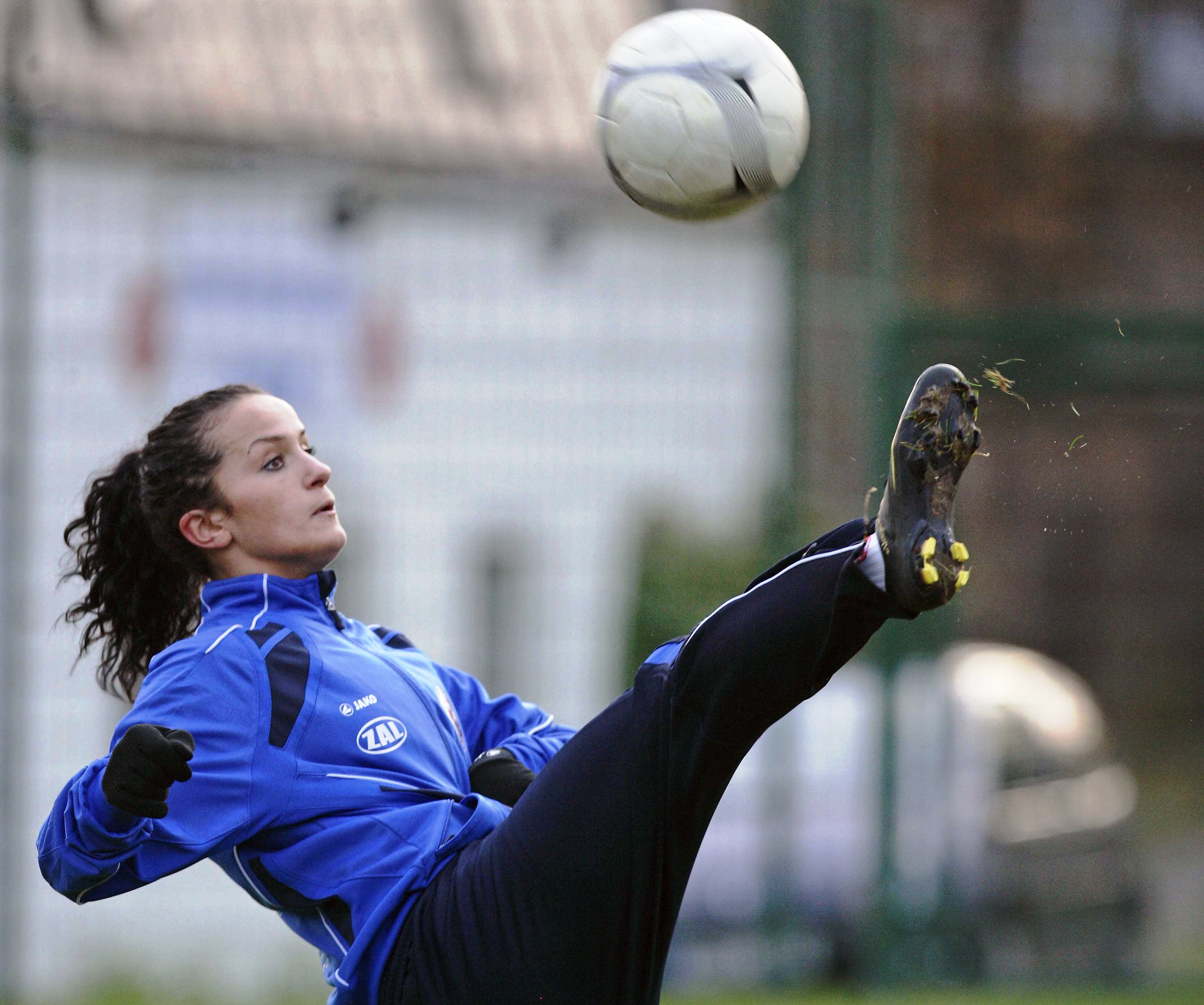
فاتمیر بایرامای در حال تمرین با تیم پوتسدام در سال ۲۰۰۹

| بایرامای– گل‌های زده در تیم ملی آلمان | بایرامای– گل‌های زده در تیم ملی آلمان | بایرامای– گل‌های زده در تیم ملی آلمان | بایرامای– گل‌های زده در تیم ملی آلمان | بایرامای– گل‌های زده در تیم ملی آلمان | بایرامای– گل‌های زده در تیم ملی آلمان | بایرامای– گل‌های زده در تیم ملی آلمان     |
| #                                    | تاریخ                                | مکان                                 | حریف                                 | گل                                   | نتیجه                                | بازی                                     |
| ------------------------------------ | ------------------------------------ | ------------------------------------ | ------------------------------------ | ------------------------------------ | ------------------------------------ | ---------------------------------------- |
| 1.                                   | ۲۹ ژوئیه ۲۰۰۷                        | ماگدبورگ، آلمان                      | دانمارک                              | ۳–۰                                  | ۴–۰                                  | دوستانه                                  |
| 2.                                   | ۲۱ اوت ۲۰۰۸                          | پکن، چین                             | ژاپن                                 | 1–0                                  | 2–0                                  | المپیک تابستانی ۲۰۰۸                     |
| 3.                                   | ۲۱ اوت ۲۰۰۸                          | پکن، چین                             | ژاپن                                 | 2–0                                  | 2–0                                  | المپیک تابستانی ۲۰۰۸                     |
| 4.                                   | ۲۴ اوت ۲۰۰۹                          | تامپره، فنلاند                       | نروژ                                 | 2–0                                  | 4–0                                  | مسابقات زنان جام یوفا ۲۰۰۹               |
| 5.                                   | ۲۴ اوت ۲۰۰۹                          | تامپره، فنلاند                       | نروژ                                 | 4–0                                  | 4–0                                  | مسابقات زنان جام یوفا ۲۰۰۹               |
| 6.                                   | ۷ سپتامبر ۲۰۰۹                       | هلسینکی، فنلاند                      | نروژ                                 | 3–1                                  | 3–1                                  | جام یوفا زنان یورو ۲۰۰۹                  |
| 7.                                   | ۱۷ فوریه ۲۰۱۰                        | دویسبورگ، آلمان                      | کره شمالی                            | 1–0                                  | 3–0                                  | دوستانه                                  |
| 8.                                   | ۱۵ سپتامبر ۲۰۱۰                      | درسدن، آلمان                         | کانادا                               | 2–0                                  | 5–0                                  | دوستانه                                  |
| 9.                                   | ۱۷ سپتامبر ۲۰۱۱                      | آوگسبورگ، آلمان                      | سوئیس                                | 1–0                                  | 4–1                                  | مسابقات مقدماتی زنان جام یوفا ۲۰۱۳       |
| 10.                                  | ۱۷ سپتامبر ۲۰۱۱                      | آوگسبورگ، آلمان                      | سوئیس                                | 2–0                                  | 4–1                                  | مسابقات مقدماتی زنان جام یوفا ۲۰۱۳       |
| 11.                                  | ۲۲ اکتبر ۲۰۱۱                        | بخارست، رومانی                       | رومانی                               | 2–0                                  | 3–0                                  | یورو ۲۰۱۳ مقدماتی جام یوفا زنان          |
| 12.                                  | ۱۹ نوامبر ۲۰۱۱                       | ویسبادن، آلمان                       | قزاقستان                             | 11–0                                 | 17–0                                 | مسابقات مقدماتی زنان جام یوفا ۲۰۱۳       |
| 13.                                  | ۱۹ سپتامبر ۲۰۱۲                      | دویسبورگ، آلمان                      | ترکیه                                | 8–0                                  | 10–0                                 | مسابقات مقدماتی زنان جام یوفا ۲۰۱۳       |
| 14.                                  | ۲۱ سپتامبر ۲۰۱۳                      | کتبوس، آلمان                         | روسیه                                | 5–0                                  | 9–0                                  | مسابقات مقدماتی جام جهانی زنان ۲۰۱۵      |
| 15.                                  | ۲۶ اکتبر ۲۰۱۳                        | کوپر، اسلوونی                        | اسلوونی                              | 8–0                                  | 13–0                                 | مسابقات مقدماتی جام جهانی زنان ۲۰۱۵ فیفا |

منبع:

### زندگی شخصی
والدین وی ایزمت و گنیمت از آلبانیایی‌هایی هستند که در سال ۱۹۹۳ از ایستوک، یوگسلاوی به آلمان مهاجرت کردند.از سال ۲۰۰۷ فاتمیر با اشرف دورمشی بازیگر و مدل آلبانیایی رابطه داشت. در اکتبر ۲۰۰۹ زندگینامه خود را به زبان آلمانی با نام «Mein Tor ins Leben – Vom Flüchtling zur Weltmeisterin» (به معنی:هدف من در زندگی - از پناهندگی به قهرمانی جهان) منتشر کرد.در ژوئن ۲۰۱۱ او با همکار خود انیس الوشی آشنا شد. پدران هر دوی آنها بایکدیگر به عنوان افسر پلیس در کوزوو همکاری می‌کردند.در سال بعد این زوج
ازدواج خود را اعلام کردند. در مدت کوتاهی پس از آن و در سپتامبر ۲۰۱۲ هر دوی آنها از ناحیهٔ رباط متقاطع جلویی دچار مصدومیت شدند و به مدت ۷۲ ساعت مصدوم بودند.

### افتخارات
باشگاهی
اف سی آر ۲۰۰۱ دویسبورگ
- قهرمانی لیگ قهرمانان اروپا زنان ۲۰۰۹–۲۰۰۸
- بوندس‌لیگا: نایب قهرمان ۲۰۰۴–۲۰۰۵ ۲۰۰۶–۲۰۰۵ ۲۰۰۷–۲۰۰۶ و ۲۰۰۸–۲۰۰۷

قهرمانی جام حذفی فوتبال آلمان ۲۰۰۹–۲۰۰۸ نایب قهرمان ۲۰۰۷–۲۰۰۶
توربین پوتسدام
- قهرمانی لیگ قهرمانان زنان اروپا :۲۰۱۰–۲۰۰۹
- بوندس‌لیگا:۲۰۱۰–۲۰۰۹ و ۲۰۱۱–۲۰۱۰

اف. اف. سی فرانکفورت
- نایب قهرمانی لیگ قهرمانان زنان اروپا ۲۰۱۲–۲۰۱۱

### بین‌المللی
- برنده جام جهانی فوتبال
- مسابقات زنان جام یوفا:(۲مرتبه)۲۰۰۹ و ۲۰۱۳
- مدال برنز المپیک :۲۰۰۸
- جام یوفا زنان زیر ۱۹ سال:قهرمان یک مرتبه ۲۰۰۶

### فردی
- برترین بازیکن زن سال فوتبال آلمان
- برنده: جایزهٔ برگ بوی نقره‌ای
- توپ طلایی:مقام سوم ۲۰۱۰